# Tiszijó
Tiszijó, más néven Tiszieutelep, Tisneuházcsoport (románul: Tisieu) falu Romániában, Maros megyében.

## Története
Libánfalva község része. A trianoni békeszerződésig Maros-Torda vármegye Régeni alsó járásához tartozott.

## Népessége
2002-ben 288 lakosa volt, ebből 287 román és 1 magyar nemzetiségű. A falu lakói közül 267-en ortodox, 18-an adventista, 2-en pünkösdista hitűek, illetve 1 fő római katolikus.